# Pravyi Sektor
Pravyi Sektor (tiếng Ukraina: Правий сектор, Pravyi sektor) là một đảng chính trị dân tộc cực hữu Ukraina, hình thành vào tháng 11 năm 2013 như một liên minh bán quân sự trong cuộc nổi dậy Euromaidan ở Kiev, nơi các chiến binh đường phố của họ đã chiến đấu chống lại cảnh sát chống bạo động . Các hoạt động này đóng vai trò quyết định trong việc lật đổ chính phủ của Tổng thống Viktor Fedorovych Yanukovych, người đã thắng cử tổng thống Ukraina năm 2010. Liên minh trở thành một đảng chính trị ngày 22/03/2014. Vào thời điểm tuyên bố thành lập đảng có khoảng 10.000 thành viên .. Năm 2014, LB Nga tuyên bố Pravyi Sektor là tổ chức khủng bố.